# Romoly
Romoly (románul: Romuli) falu Romániában, Erdélyben, Beszterce-Naszód megyében.

## Fekvése
Naszódtól északra, a Borsai úton fekvő település.

## Története
A falut 1750-ben Sztrimba néven említette először oklevél.
1808-ban Romoly, 1861-ben Romuli, 1913-ban Romoly néven írták.
A trianoni békeszerződés előtt Beszterce-Naszód vármegye Naszódi járásához tartozott.
1910-ben 1837 lakosából 90 magyar, 738 német, 982 román volt. Ebből 87 római katolikus, 1006 görögkatolikus, 721 izraelita volt.
A 2002-es népszámláláskor 1330 lakosa közül 1322 fő (99,4%) román, 5 (0,4%) magyar, 2 (0,2%) német, 1 (0,1%) ukrán volt.